# Music Mail Tonträger
Die Music Mail Tonträger GmbH ist ein deutsches Dance-Label mit Sitz in Stuttgart. Das Unternehmen arbeitet eigenständig und wird von Frank Schreiner und Tobias Hölzel geleitet.

## Geschichte und Ausrichtung
Das Label wurde 1989 von Frank Schreiner gegründet. 2005 erfolgte die Übernahme der Nova MD GmbH, die im CD Vertrieb tätig war. Schreiner war Mitbegründer von M-Tunes und baute darauf 2006 den digitalen Bereich von Music Mail bzw. das Tochterunternehmen dig dis! auf. Der Schwerpunkt liegt auf Veröffentlichungen von Dance-Bands. Music Mail besitzt mehr als 30 aktive Sublabel, die insgesamt weit über 1000 deutsche sowie internationale Bands veröffentlicht haben. Laut der Labelcode-Datenbank der Gesellschaft zur Verwertung von Leistungsschutzrechten gehören zu Music Mail über 2000 Sublabel.